# Andoki kondor
Az andoki kondor, más néven andesi kondor vagy kondorkeselyű (Vultur gryphus) a madarak (Aves) osztályának újvilági keselyűalakúak (Cathartiformes) rendjébe, ezen belül az újvilági keselyűfélék (Cathartidae) családjába tartozó Vultur madárnem egyetlen faja.
Amint neve is mutatja, a kondorkeselyű az Andok hegységben él, továbbá még megtalálható Dél-Amerika nyugati partjain, valamint Patagóniában is. Az eddig lemért legnagyobb példány szárnyfesztávolsága 320 centiméter volt. Ezzel elmarad néhány tengeri, illetve vízimadártól; például a körülbelül 350 centimétert elérő vándoralbatrosztól (Diomedea exulans), királyalbatrosztól (Diomedea epomophora), rózsás gödénytől (Pelecanus onocrotalus) és borzas gödénytől (Pelecanus crispus).
Nagytestű és fekete színű újvilági keselyű, csupasz nyaka tövén fehér tollgallér látható. Főleg a hímek esetében a szárnyakon nagy, fehér foltok is vannak. A fej és a nyak majdnem teljesen tollazat nélküli. A majdnem csupasz bőre nyugalmi állapotban elmosódott vörös, de ha valami ingerli vagy udvarolni kezd, akkor élénk vörös színre vált. A hím nyakán toroklebeny, a fején pedig taraj látható; mindkét testi dísz a madár korának előrehaladtával egyre nagyobbodik. Más ragadozó életmódot folytató madaraktól eltérően, amelyeknél a tojó nagyobb, az andoki kondor esetében fordítva van, itt a hím a nagyobb méretű.
Elsősorban dögevő, az elpusztult állatokból vagy a térségben élő macskafélék zsákmányaiból táplálkozik. Főleg a nagytestű állatok tetemeit részesíti előnyben, mint például a szarvasmarhákét, a szarvasfélékét vagy a tevefélékét. A Csendes-óceán partjain, a szárazra került cetek és fülesfókafélék is az étlapjára kerülnek. Az ivarérettséget körülbelül 5–6 éves korára éri el. Akár 5000 méteres tengerszint feletti magasságban is költhet. Általában olyan meredek sziklapárkányokra készíti fészkét, ahová más állatok képtelenek feljutni. A fészekbe általában 1–2 tojást rak. Ha minden nehézséget sikeresen túlél, akkor a madárvilág egyik leghosszabb élettartamú faja, hiszen több mint 70 évig is élhet.
Argentínának, Bolíviának, Chilének, Kolumbiának, Ecuadornak és Perunak nemzeti szimbóluma. Az Andok térségének több népe mitológiájában és néphagyományában is szerepet játszik. A Természetvédelmi Világszövetség (IUCN) mérsékelten fenyegetett fajnak minősíti az andoki kondort. Létezésének legfőbb veszélyforrása élőhelyeinek elvesztése, valamint a másodlagos mérgezés (ha ember által megmérgezett ragadozók tetemeiből táplálkozik). Néhány országban fogságban is tenyésztik, azzal a céllal, hogy ezeket a természetbe visszajuttatva segítsék a vadon élő állomány fenntartását.

## Neve
Az andoki kondort először 1758-ban, Carl von Linné svéd természettudós, orvos, botanikus írta le, illetve nevezte el. Leírását a „Systema Naturae” című enciklopédia 10. kiadásába foglalta bele. A madarat mai tudományos nevén, Vultur gryphus-ként ismertette meg a nagyvilággal. Attól függően, hogy melyik országban él, a következő laikus nevei is előfordulhatnak: argentínai kondor, bolíviai kondor, chilei kondor, kolumbiai kondor, ecuadori kondor vagy perui kondor. A tudományos nevében a nemének neve Vultur, melyet Linné a latin nyelvből vett „vultur” vagy „voltur” szavakból származtatott; magyar jelentése: „keselyű”. A madár fajneve a görög γρυπός (grüposz) szóból ered, ennek magyar jelentése: „kampós orr”, a nagy görbe csőrére emlékeztetve. A kondor a „kuntur” szóból származik, amely a kecsua nyelvben a madár neve.

## Rendszertani besorolása és kifejlődése

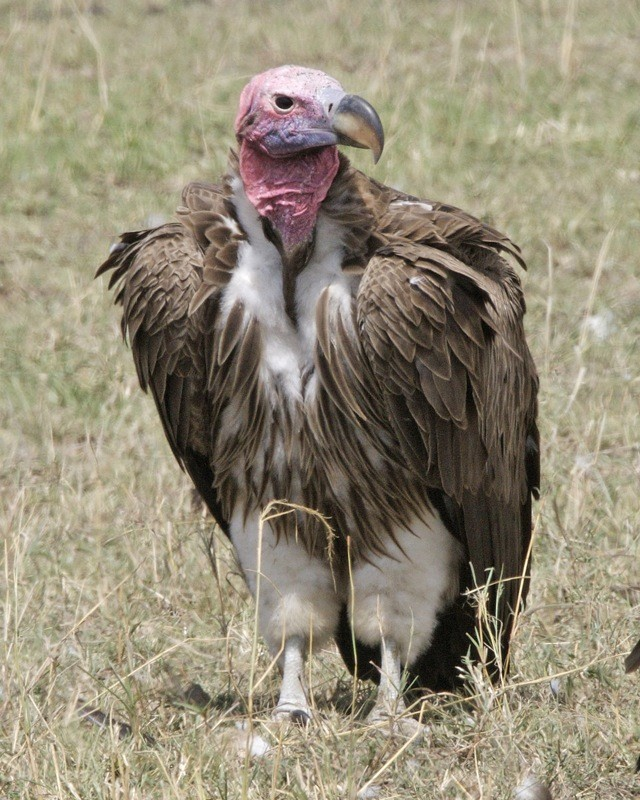
Füles keselyű (Torgos tracheliotos). Bár az andoki kondor és rokonai nagyon hasonlítanak a képen látható óvilági keselyűformákra, nem állnak közelebbi rokonságban azokkal

A kondorkeselyűnek és hat élő rokonának, azaz az újvilági keselyűféléknek (Cathartidae) a pontos rendszertani besorolása még manapság is bizonytalan. Habár az újvilági keselyűfélék és az óvilági keselyűformák (Aegypiinae) megjelenésben igen hasonlítanak, sőt ugyanazt a dögevő életmódot folytatják, de a kettő még sincs közelebbi rokonságban egymással. Más-más ősökből fejlődtek ki, és a hasonlóság csak a konvergens evolúció műve. A két madárcsoport közti rokonsági kapcsolat azonban még manapság is vita tárgya. Korábban az újvilági keselyűféléket a gólyaalakúak (Ciconiiformes) rendjébe helyezték, mivel néhány gólyafajjal is mutatnak hasonlóságot úgy megjelenésben, mint életmódban. A közelmúltban olyan elmélet is született, mely szerint a újvilági keselyűféléket és az óvilági keselyűformákat a sólyomalakúak (Falconiformes) közé kéne besorolni, vagy új, azaz külön rendet megalkotni a számukra. Az Amerikai Madarászok Egyesületének (American Ornithologists' Union) a dél-amerikai rendszertani bizottsága kivonta az újvilági keselyűféléket a gólyaalakúak közül, és incertae sedisnek, azaz „bizonytalan helyzetűnek” minősítette e madárcsoportot; de további megjegyzésként odatette, hogy az újvilági keselyűfélék talán átmozgathatók a sólyomalakúak rendjébe, vagy létrehozható számukra egy külön rend, az úgynevezett újvilági keselyűalakúak (Cathartiformes).
A Vultur nemnek az andoki kondor az egyetlen élő és elfogadott faja. A kaliforniai kondortól (Gymnogyps californianus) eltérően, amelynek számos fosszilis maradványa és rokona került elő, az andoki kondor leletek ritkák és töredékesek. A pliocén–pleisztocén határán élt kondorok maradványai alig térnek el a ma élő fajétól, vagyis nem különíthető el külön faj belőlük. A bolíviai Tarija közigazgatási területen levő pliocén kori rétegben talált maradvány egy kisebb, paleoalfajhoz, úgynevezett Vultur gryphus patruus-hoz tartozhat.

## Előfordulása
Dél-Amerikában elsősorban az Andokban és a Sierra Nevada de Santa Marta hegységben fordul elő. Északon az előfordulási területe Venezuelától és Kolumbiától kezdődik, de itt igen ritka. Az Andok hegyvonulatán haladva délfelé az elterjedési területe magába foglalja Ecuadort, Perut és Chilét, továbbá Bolíviát és Argentína nyugati részét. Elterjedésének legdélibb pontja ott van, ahol a kontinens véget ér, azaz a Tűzföldön. A kora 19. században ez a madárfaj Nyugat-Venezuelától egészen a Tűzföldig költött, de azóta az ember tevékenysége miatt számos élőhelyét elvesztette. Legfőképp a nyílt füves pusztákat és a magashegységeket részesíti előnyben. Akár tengerszint felett 5000 méter magasan is fellelhető. A nyílt, erdő nélküli területeket kedveli, ahol a levegőből könnyen megláthatja a talajon lévő dögöket. Időnként az alföldekre is ellátogat, mint például Bolívia keleti, vagy Brazília délnyugati részeire. Chile és Peru sivatagos részeit is szemügyre veszi. Patagóniában a Nothofagus nemzetséghez tartozó déli bükkerdőkben is megfigyelték.

### Magyarországi állatkertekben
Európában az Európai Állatkertek és Akváriumok Szövetsége felügyelete alá tartozó Európai Veszélyeztetett Fajok Programja (EEP) keretében tenyésztik a faj egyedeit.
Magyarországon a Nyíregyházi Állatparkban tekinthető meg a madár.

## Megjelenése
Habár átlagosan a csőr hegyétől a farktolla végéig 7–8 centiméterrel rövidebb, mint a kaliforniai kondor, a szárnyfesztávolsága nagyobb az utóbbinál, 270–320 centiméter közötti. A testtömege is nagyobb az észak-amerikai rokonáénál, hiszen a hím általában 11–15 kilogramm, míg a tojó 8–11 kilogramm közötti. Átlagos fej-testhossza 100–130 centiméter. Egy szárnya 75–85 centiméter, a farktolla 33–38 centiméter, a lábfeje 11–12 centiméter. Ezeket a méreteket fogságban tartott példányokról vették le. A faj átlagos testtömege 11,3 kilogramm; a hím ennél körülbelül egy kilogrammal nehezebb, azaz 12,5 kilogramm, míg a tojó könnyebb, vagyis 10 kilogramm. Egy nemrég kiadott tanulmány szerint, amely a madarak testtömegét hivatott tárgyalni, az összes röpképes madár közül az andoki kondor a legnehezebb; megelőzve a trombitás hattyút (Cygnus buccinator) és a borzas gödényt (Pelecanus crispus). Más tanulmány szerint e madárfaj átlagos testtömege csak 10,3 kilogramm. Az andoki kondor a legnagyobb szárazföldi madár, amely repülésre képes, ha testtömegét és szárnyfesztávolságát vetjük össze, bár itt is vetekszik a legnagyobb túzokalakúak (Otidiformes) hímjével (a túzokokra jellemző a nemi kétalakúság, azaz a hím jóval nagyobb a tojónál). Az andoki kondor átlagos szárnyfesztávolsága 283 centiméter, viszont a szárnyak szélesek, ilyenformán ennek az újvilági keselyűfélének van a legnagyobb szárnyfelülete négyzetcentiméterben mérve. A szóban forgó madár szárnyfesztávolságát az élő madarak közül csak a fent említett két albatroszfaj és két gödényfaj szárnyalja túl.

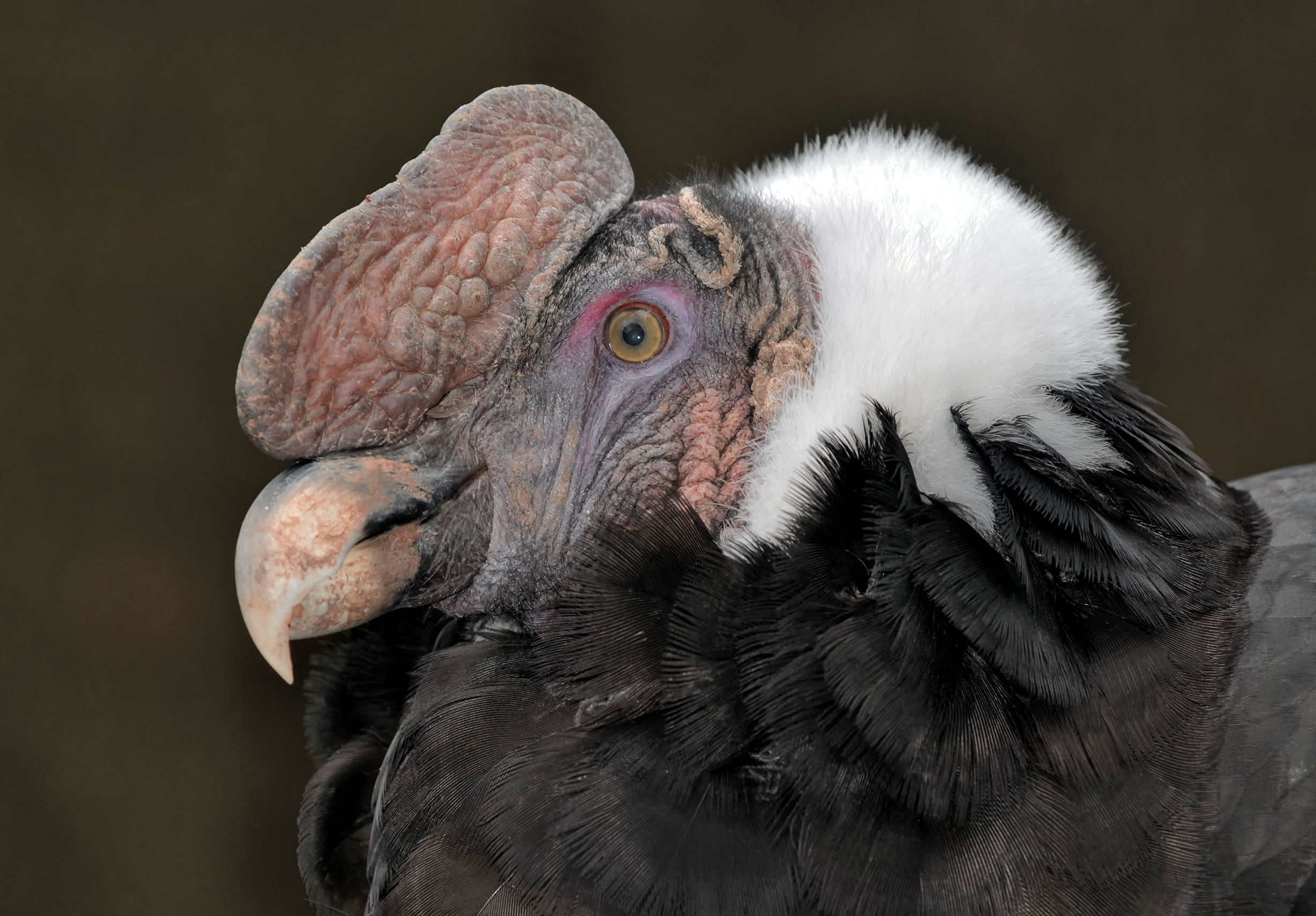
A hím…
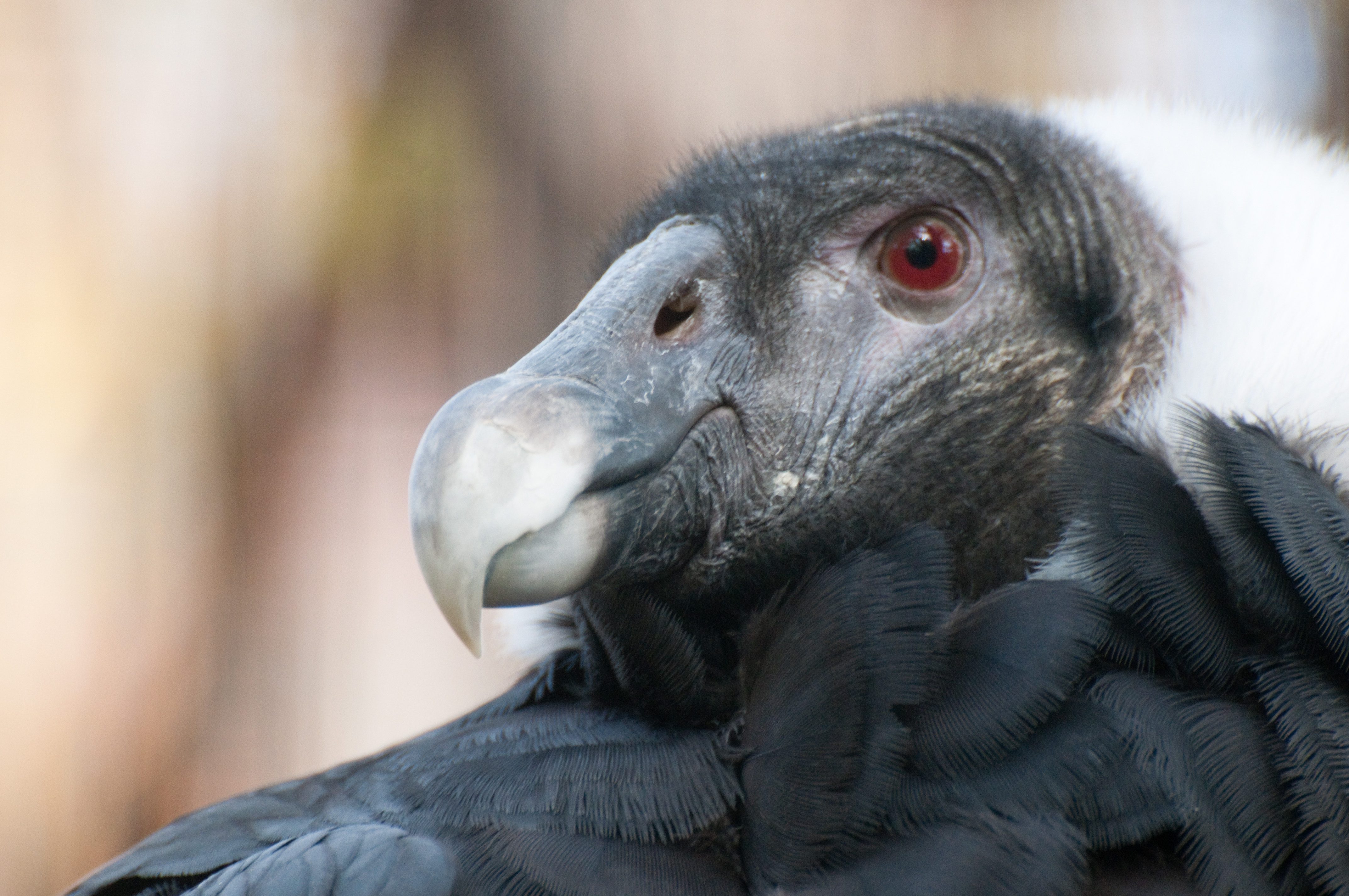
…és a tojó feje

Az andoki kondor tollazata egyszínű fekete, kivételt képez a nyaka töve körüli fehér tollgallér. Főleg a hím esetében, az első vedlés után a szárnyakon nagy, fehér sávok jelennek meg. A feje és a nyaka vörös vagy feketésvörös, és alig található rajta tollazat. A madár mindig gondoskodik arról, hogy a feje és nyaka tiszta legyen; sőt ez a kopaszság a higiénia elősegítésére való alkalmazkodás. Hiszen a csupasz bőrfelületet könnyebben le lehet mosni, továbbá a magashegységekben az UV-sugárzás fertőtleníti a bőrfelületét. A vörös bőrtaraj bár keskeny, a magassága és mérete a példány korától függ, az idősebbeknek a legnagyobb. A nyakon a bőr nyúlványokat alkot; általában kettő van, bár az idősebb hímeknek több is lehet. A csupasz bőr a tulajdonosa állapotát árulja el; ha nyugodt, akkor a vörös szín elmosódottabb, ha ingerli valami, akkor élénkebbre vált. Ez segíti a kondorok közti kommunikációt. A fiatal példány tollazata szürkésbarna, barna színű, a nyak tövénél elhelyezkedő tollgallérral, míg a csupasz feje és nyaka feketés.
A középső ujja meghosszabbodott, míg a hátsó ujja csökevényes. Mindegyik ujján a karmok egyenesek és élezetlenek. A lábai csak a járást szolgálják, az óvilági keselyűformáktól eltérően azokat nem használja fegyverként vagy fogóeszközként. A csőre kampós, a rothadó hús tépésére alkalmas. A hím szivárványhártyája barna színű, míg a tojóé sötétvörös. A szemhéjon nincsenek szempillák. Bár a legtöbb ragadozó életmódot folytató madárrend esetében a tojó nagyobb a hímnél, az újvilági keselyűalakúak esetében ez fordítva van, azaz a hím nagyobb, mint a tojó.

## Életmódja

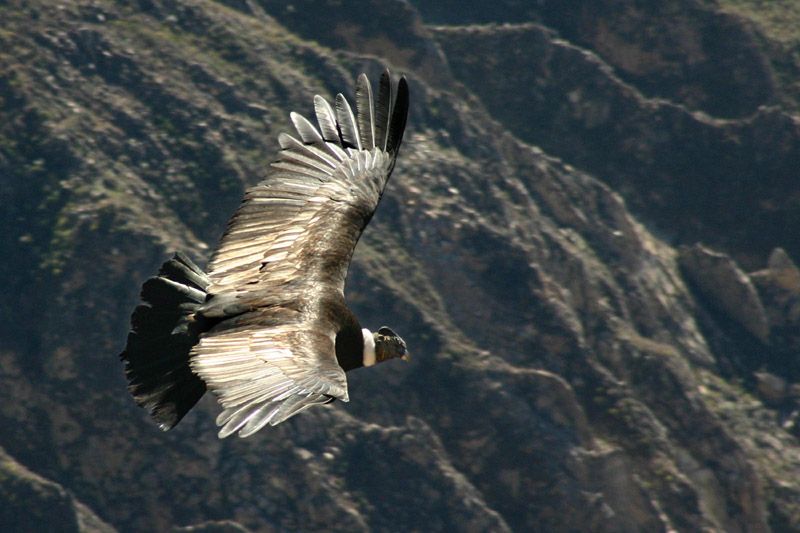
A levegőben vitorlázva keresi táplálékát

A levegőben vitorlázva keresi dögökből és kisebb állatokból álló táplálékát. A felszálló meleg légáramlatok, azaz a termikek segítségével hatalmas területeket jár be. Az evezőtollainak a végei felfelé hajlanak. Előszeretettel tartózkodik a Csendes-óceán és az Andok találkozásánál kialakult felszálló légtömegek sávjában, mert ez a part menti szakasz nemcsak a lebegést biztosítja, hanem lehetővé teszi a tengerpart állandó megfigyelését is. Mivel a szegycsontja, más néven mellcsontja (sternum) a testéhez és nagy szárnyaihoz képest nem olyan nagy, nehéz tartania a szárnyakat mozgató nagy repülőizmokat; emiatt az andoki kondor a vitorlásrepülés híve, a gyakori szárnycsapásokat igyekszik elkerülni. Csak felszálláskor és a megfelelő magasság eléréséig verdes a szárnyaival. Charles Darwin az utazásai során egy alkalommal fél óráig figyelte e madárfaj példányait repülni, és elmondása szerint ez idő alatt a kondorok egyet sem vertek szárnyaikkal. Általában a magasan levő helyeken pihen, hogy felszálláskor ne kelljen aktívan repülnie, inkább csak siklik. A kopár sziklák hamarabb felmelegednek, létrehozva a termikeket, a felszálló meleg levegő oszlopait. A madár e jelenség segítségével energiamentesen emelkedik a magasba. Látása kitűnő, több kilométeres távolságból és nagy magasságból is észreveszi az elpusztult állatokat.
Mint minden újvilági keselyűféle, az andoki kondor is gyakorolja az úgynevezett urohidrózist, amely a párolgás hűtő hatását kihasználva a lábra ürítés útján hűti a testüket. De mivel az andoki kondor a magashegységek hűvös légkörében repül, ennek a hűtési módszernek az oka egyelőre rejtély marad. E tevékenység miatt a madár lábán gyakran fehér színű húgysavréteg képződik.
Ahol nagyobb állomány él egy helyen, jól fejlett társadalmi ranglétra alakul ki. A madarak testtartással és mérettel, játszadozó repüléssel és hangjelzésekkel határozzák meg egymás között a rangsort. Általában a kifejlett hímek kerülnek a ranglétra csúcsára, míg az az évi fészekhagyó hímek vannak legalul.

### Táplálkozása
Szinte teljes mértékben a döghús fogyasztáshoz alkalmazkodott. Lábai nagyok ugyan, de gyengék egy nagyobb testű állat felragadásához, és óriási csőrével is csak az elhullott állatok felpuhult húsát képes szétszaggatni. Egy kondorpárnak a területe hatalmas lehet. A napi táplálék megszerzéséhez akár 200 kilométert is repül. Főleg a nagytestű állatok tetemeit kedveli. A hagyományos táplálékai közé sorolható a láma (Lama glama), az alpaka (Vicugna pacos), a nandufélék (Rheidae), a guanakó (Lama guanicoe), a szarvasfélék (Cervidae) és az övesállatok (Dasypodidae).

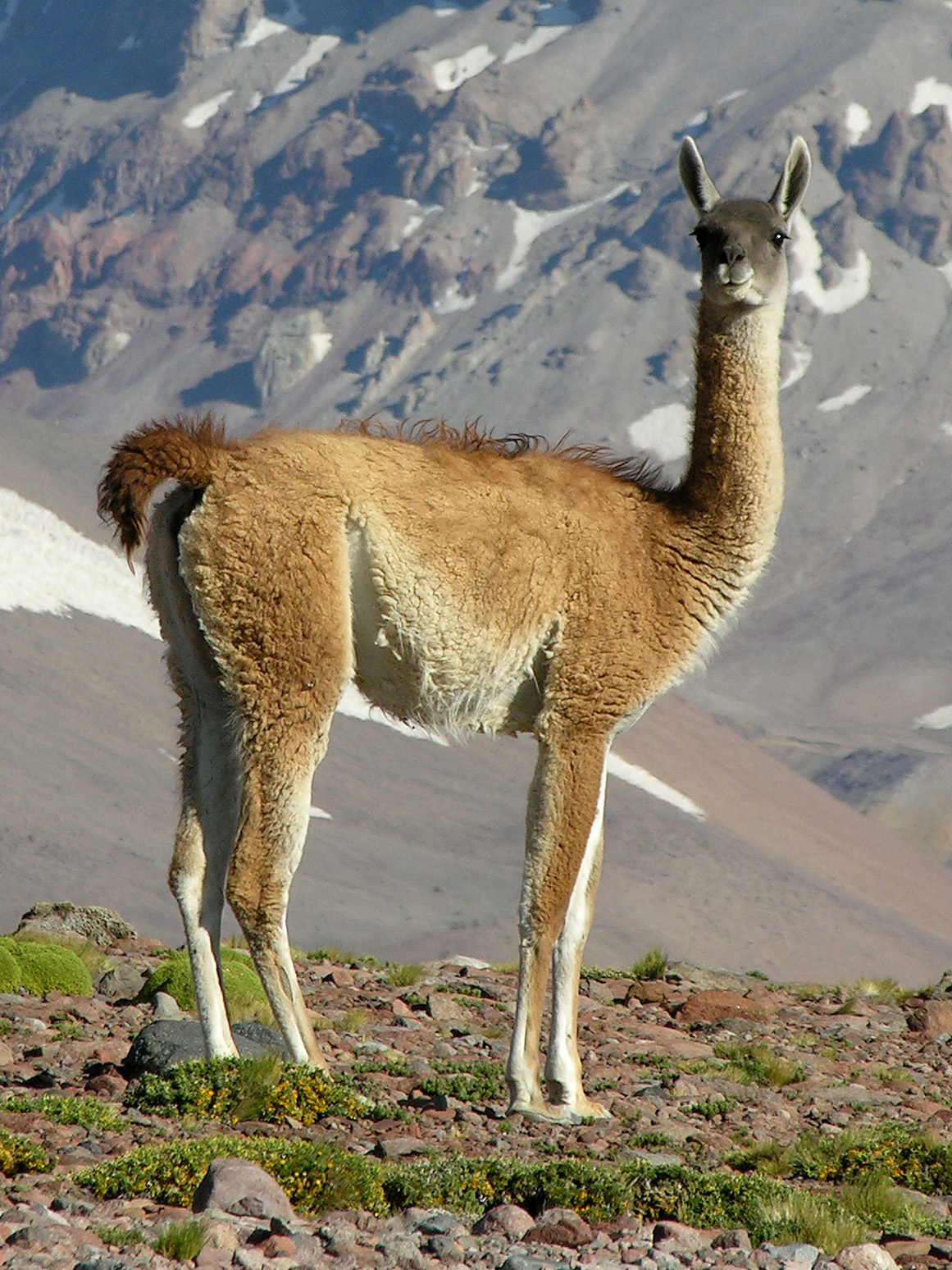
Guanakó
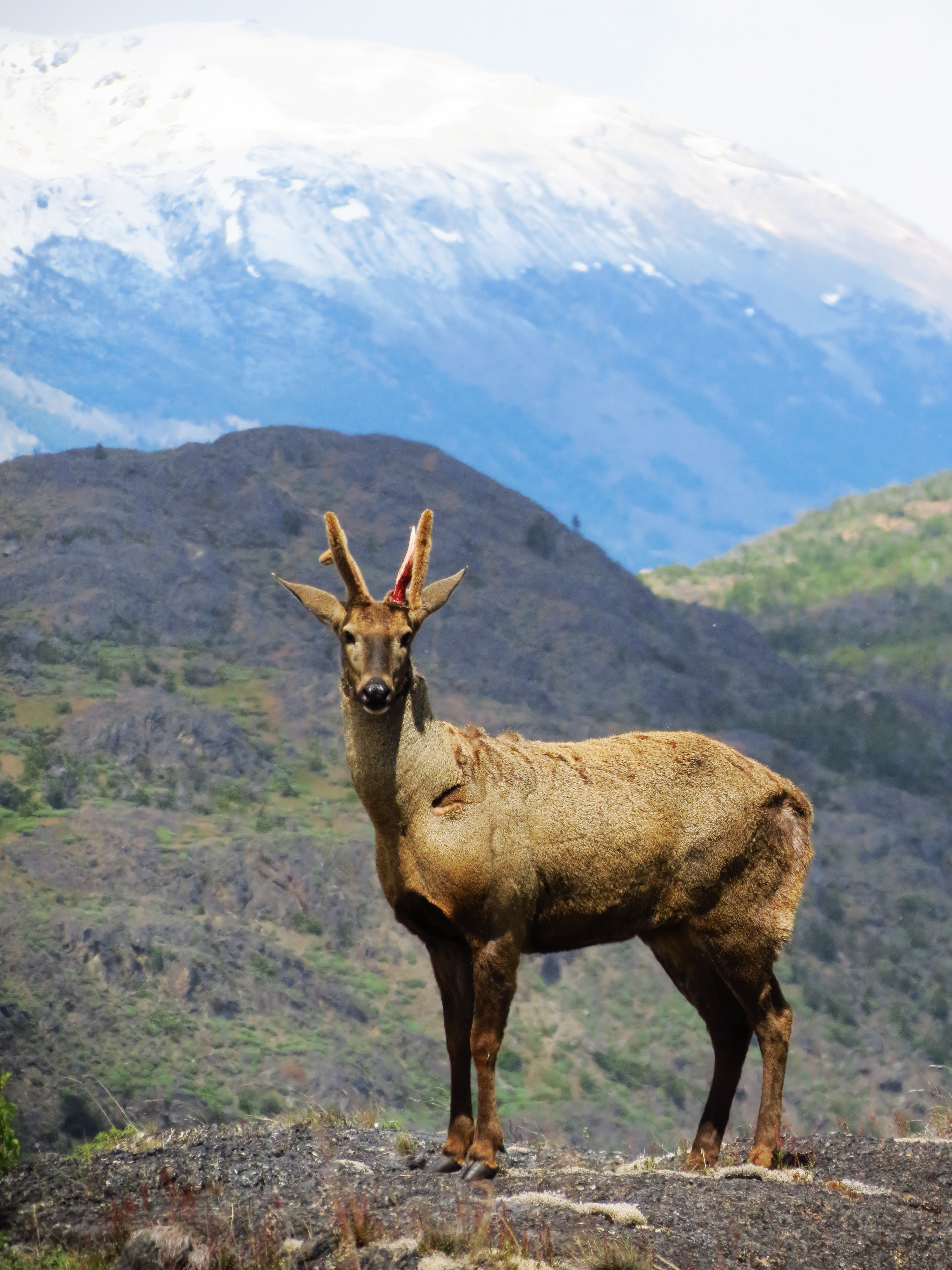
Chilei villásszarvas
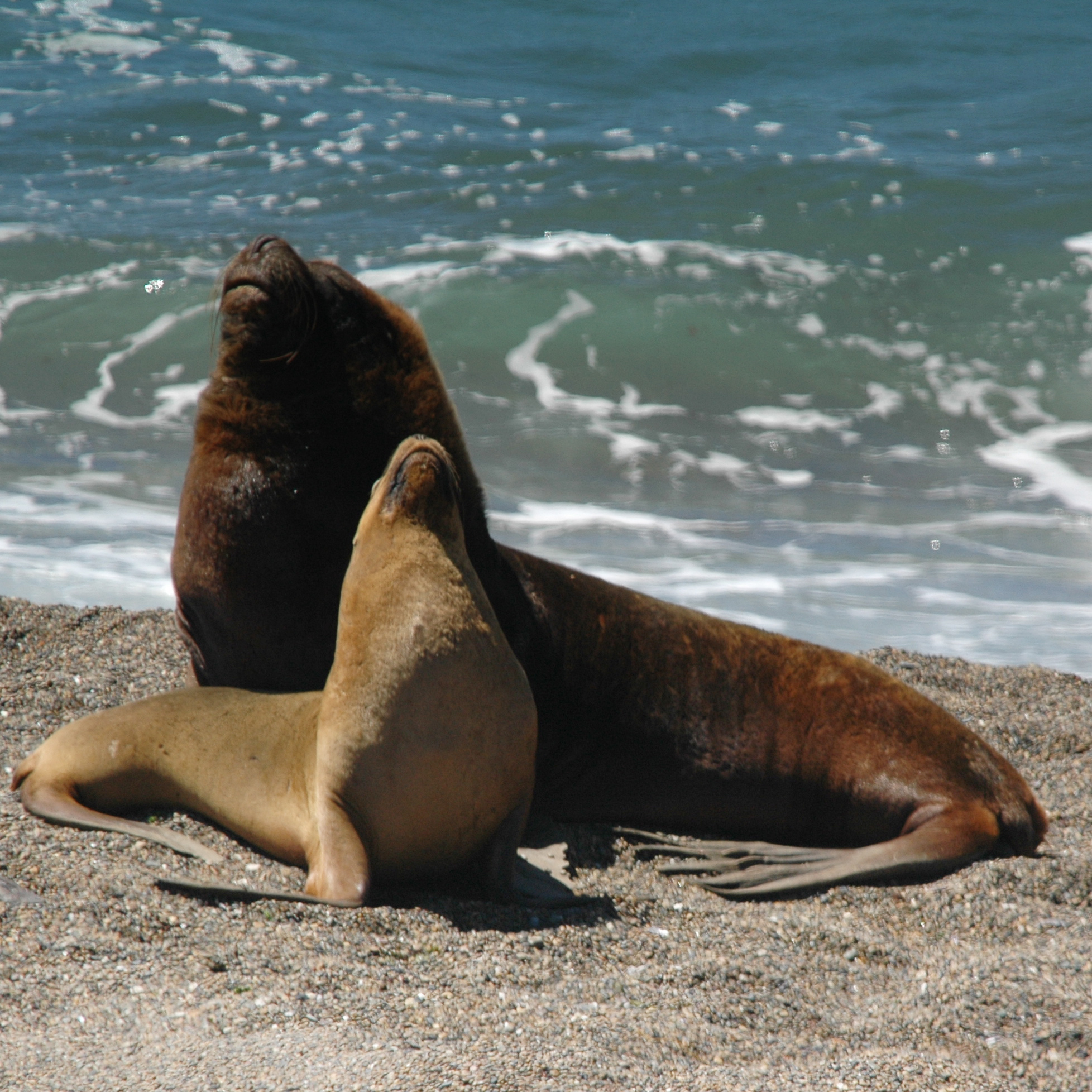
Dél-amerikai oroszlánfóka

Manapság az andoki kondor a hagyományos táplálékai mellett az ember által tenyésztett és betelepített állatok tetemeit is elfogyasztja, ilyenek például: a szarvasmarha (Bos primigenius taurus), a ló (Equus ferus caballus), a házi szamár (Equus africanus asinus), az öszvér, a birka (Ovis aries), a házi sertés (Sus scrofa domesticus), a házi kecske (Capra aegagrus hircus) és a kutya (Canis lupus familiaris), valamint a vaddisznó (Sus scrofa), az üregi nyúl (Oryctolagus cuniculus), a vörös róka (Vulpes vulpes) és a gímszarvas (Cervus elaphus). A tengerpartok környékén élő madarak táplálékát főleg az elpusztult cetek és fülesfókafélék alkotják. Időnként a kisebb madárfajok fészkeit is kirabolhatja, elfogyasztva a benne lévő tojásokat és fiókákat. Bár ritkán, de a dögfogyasztás mellett a kondorkeselyű néha vadászik is; főleg apró állatokra, mint például rágcsálókra, nyúlfélékre és kisebb madarakra. Mivel lábai gyengék, karmai pedig nem élesek, a kondor a csőrével öli meg az áldozatát. A tengerpartok bőséges táplálékkínálatot biztosítanak, emiatt a parti példányok nemigen távolodnak el a parttól, legfeljebb csak néhány kilométeres távolságra. A dögöket vagy maga veszi észre, vagy más dögevőket követ, mint például a varjúféléket (Corvidae), vagy a kisebb méretű rokonait, azaz a pulykakeselyűt (Cathartes aura), a kis sárgafejű keselyűt (Cathartes burrovianus) és a nagy sárgafejű keselyűt (Cathartes melambrotus). A Cathartes nembéli madarak a szaglásukra hagyatkoznak a táplálékszerzési útjaikon, hiszen a bomló tetemekből etil-merkaptán gáz kerül a levegőbe. Ezek a kisebb méretű keselyűk képtelenek felbontani a nagyobb emlősök kemény bőrét, emiatt meg kell várják a nagy andoki kondor érkezését; ily módon a madarak segítik egymás táplálékszerzését. A Cathartes-fajokat hollókeselyűk (Coragyps atratus), királykeselyűk (Sarcoramphus papa) és akár emlős dögevők is követhetik, de amikor megérkezik az andoki kondor, mindegyikük eláll az útjából, helyet adva a tetemnél. Mivel nem biztos, hogy mindennap táplálékhoz jut, amikor lehetősége van, pukkadásig tömi magát. Néha egy ideig képtelen repülni, ha túlságosan teletömte magát. Mivel lábai és karmai gyengék, táplálékát nem tudja a magasba emelni, emiatt kénytelen a talajon táplálkozni. Mint minden dögevő, fontos szerepet játszik az ökoszisztémája egészségében, eltakarítva a dögöket, ezzel gátat szab a betegségek terjedésének. A nagyvárosok mellett élő madarak olykor a szemétlerakó helyeket is felkeresik, ez azonban veszélyt jelenthet számukra. Emiatt az ott dolgozók elpusztult háziállatokat tesznek ki a szeméttelepek szélére, hogy elsődlegesen azokat fogyasszák el.

## Szaporodása

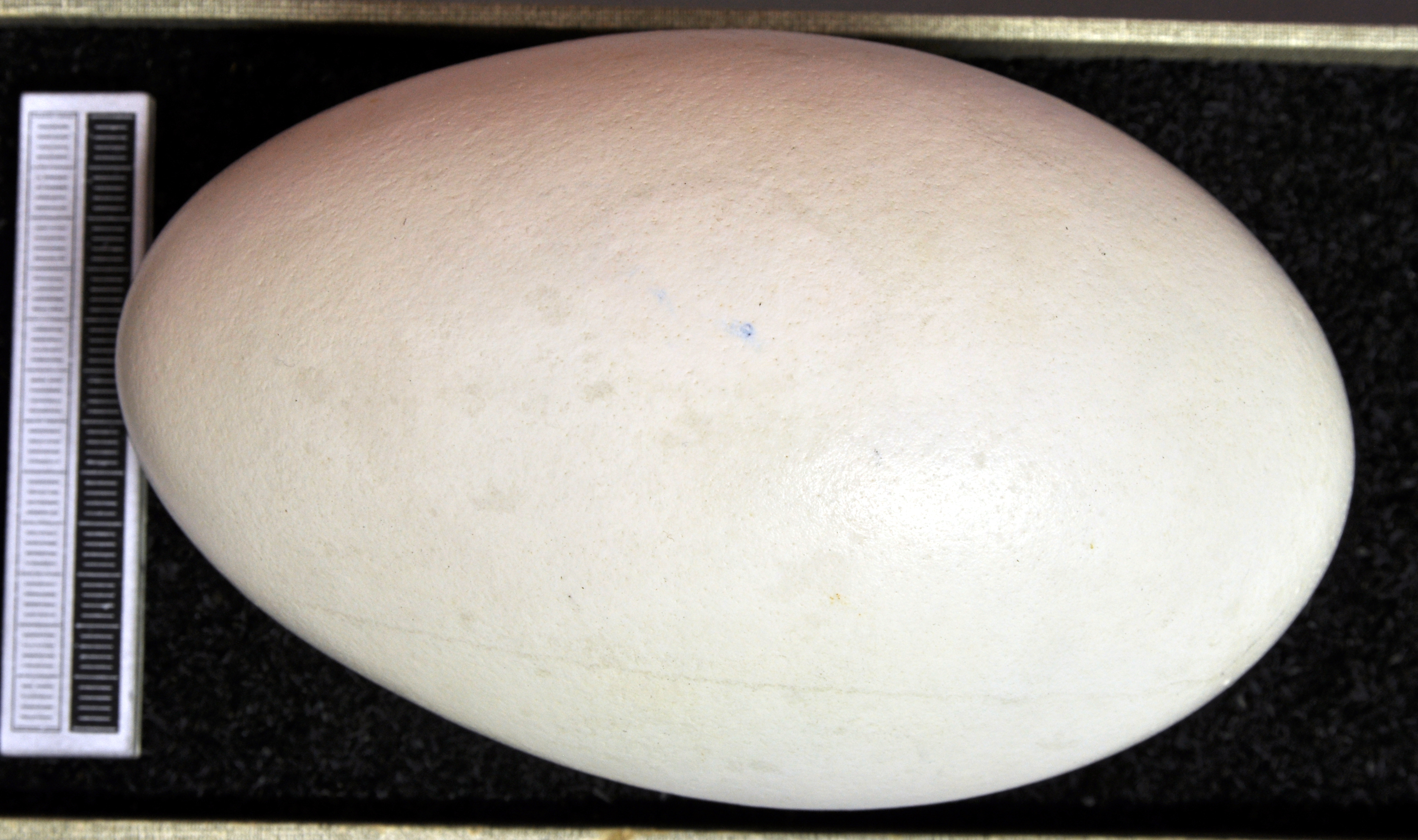
A tojás egy múzeumban (Museum Wiesbaden)

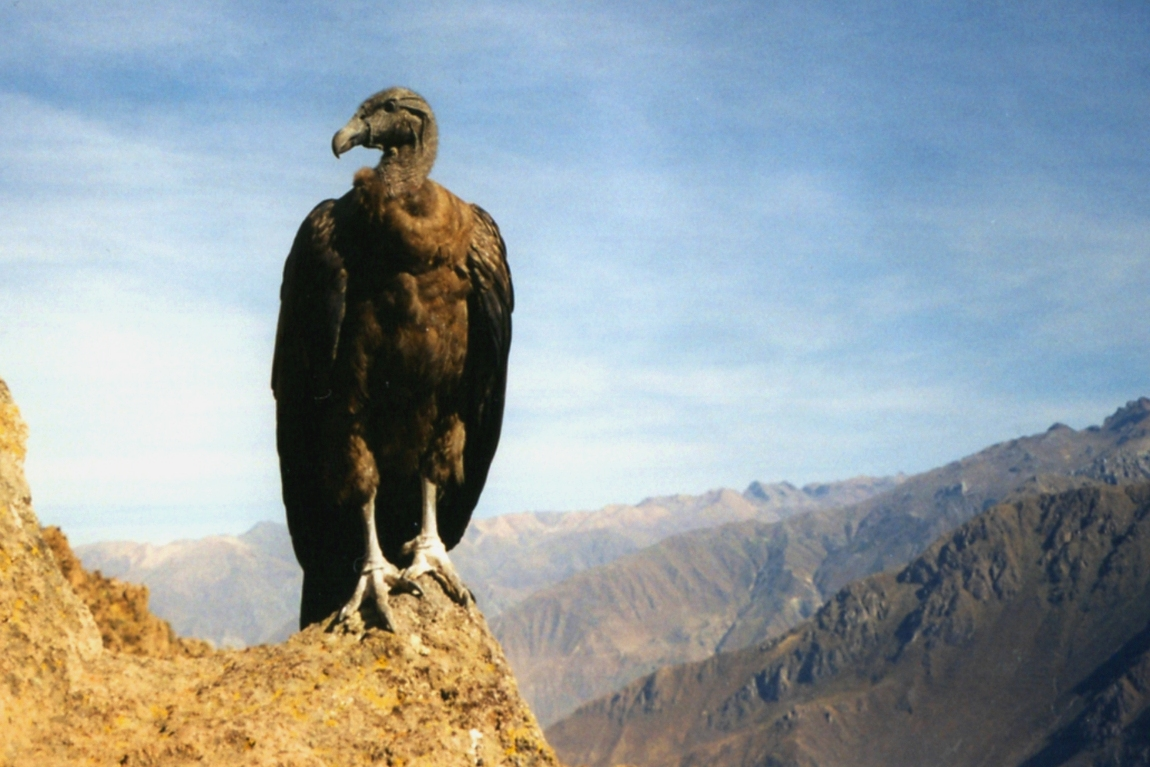
Fiatal tojó Peruban...

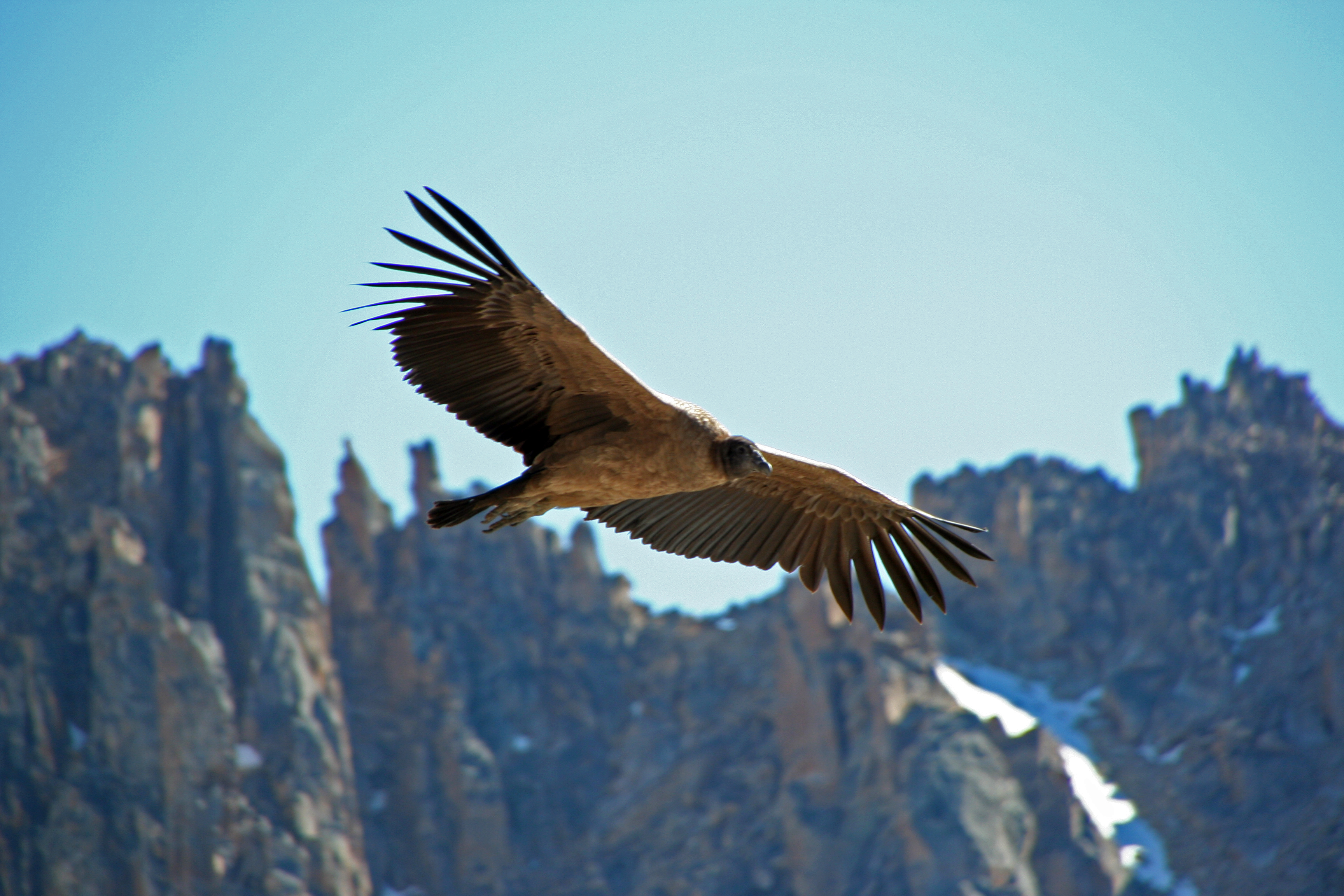
... és Argentínában

A fiatal madarak 5–6 éves korukban lesznek ivarérettek. A felnőttek életre szóló párt alkotnak, és mivel a vadonban olykor 50 évnél is tovább élnek, a kapcsolatuk sokáig tart. Az udvarlási szertartás alatt a hím tollazat nélküli bőre élénk vörösre, vagy akár sárgára vált, továbbá a nyaka felpuffad. A tojót előrenyújtott nyakkal közelíti meg, hogy megmutathassa a felfújt nyakát és a begytájéki foltját, eközben sziszegő hangokat hallat. Ezután széttárt szárnyakkal magasan kihúzza magát és a nyelvével kattogó hangokat képez. Más udvarlási szokások a sziszegés és csuklóhang, ugrálás közben vagy részben szétterjesztett szárnyakkal való „táncolás”. Meredek, 3000–5000 méter magasan levő sziklafalakon fészkel. A fészek néhány ágból áll a tojás körül. Peru tengerparti vidékein, ahol kevés sziklaszirt van, az andoki kondor kénytelen a nagyobb kövek közé vagy a domboldalakba vájt mélyedésekbe fészkelni. A fészekaljba 1–2 kékesfehér tojást rak. A tojás 280 grammos, 75–100 milliméter hosszú. Kétévente egyszer költ, februárban vagy márciusban. A tojásokon mindkét szülő kotlik, összesen 54–58 napon keresztül. Ha az első fészekalj elpusztul, a tojó másikat tojik helyébe. A fogságban tartott madarak esetében a gondozók és tenyésztők kihasználják ezt a szokását, és elveszik az első fészekaljat, melyet költőgépek költenek és emberek nevelnek fel. Ezzel növelik az andoki kondorok létszámát.
A fiókát szürke pehelyréteg borítja. Ezt a „ruházatát” addig tartja meg, amíg eléri a szülei méretét. Hat hónaposan repül ki a fióka, de még 12–24 hónapig a fészek közelében marad a szüleivel együtt. A fiatalt csak a következő fészekalj elkészülte idején kergetik el a felnőtt madarak. Az egészséges kifejlett madárnak nincsen természetes ellensége, viszont a tojásra és fiókákra veszélyt jelenthetnek más ragadozó madarak vagy egyes emlősök, mint például a rókák. A fészkek kifosztása azonban ritka, mivel a szülők agresszívan védelmezik utódaikat, továbbá a meredek sziklaszirtekre nemigen jutnak fel az emlősök.

### Élettartama
Mivel az egyed igen lassan fejlődik ki, azaz válik felnőtté és a felnőttnek nincsen természetes ellensége, az andoki kondor élettartama igen hosszú lehet. Ezidáig, legalábbis hivatalosan, még senki sem tanulmányozta e madárfaj élettartamát és elhalálozási ütemét a vadonban. Egyes becslések szerint a madár a vadonban több mint 50 évet él. 1983-ban a Guinness Rekordok Könyve egy 72 évesnek becsült andoki kondort tartott a világ legidősebb, fogságban tartott madarának. Ez a példány 72 évet élt fogságban, de még fiatalon fogták be a vadonból, tehát valójában ennél idősebb lehetett. Néhány beszámoló szerint egyes papagájok (Psittaciformes) túlhaladták a 100 évet is, azonban 1983-ban ezeket az állításokat hivatalosan nem igazolták. Egy másik andoki kondor, melyet szintén fiatalon fogtak be, 71 évet élt a fogságban. Ezt az életkort túlhaladta egy hím, „Thaao” becenevű példány, amely a connecticuti Beardsley állatkertben jött világra. Thaao 1930-ban kelt ki a tojásból, és 2010. január 26-án, 79 éves korában pusztult el. Így ez lett a leghosszabb bizonyított életkor általában a madarak körében.

## Az andoki kondor és az ember

### Természetvédelmi helyzete

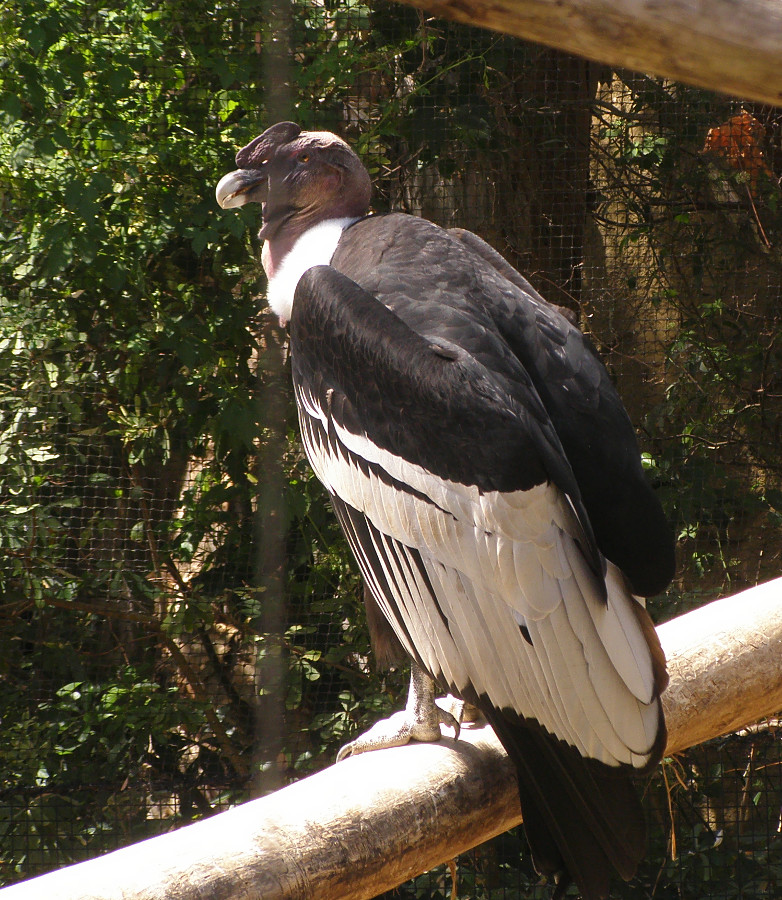
Egy ausztráliai állatkertben tartott felnőtt, hím példány

Jelenleg a Természetvédelmi Világszövetség Vörös Listája a fajt a „mérsékelten fenyegetett faj” kategóriába sorolja. Először 1970-ben, az Amerikai Egyesült Államokban helyezték fel a madarat a veszélyeztetett fajok listájára. Ezen a listán azok az állatok szerepelnek, amelyek kihalással fenyegetettek az egész elterjedési területükön, vagy annak egy nagy részén. Megritkulását a fegyveres vadászaton kívül az óceán növekvő szennyeződése okozta. A mérgezéstől elpusztult és partra vetődött tengeri élőlényekből a káros anyagok egy része a kondor szervezetébe kerül. Továbbá a rókáknak és egyéb ragadozóknak szánt mérgezett tetemek, vagy maga a megmérgezett „kártevő” is halálos lehet a kondor számára. Előfordulásának északi részén, főleg Venezuelában és Kolumbiában az utóbbi években igen megritkult. Elterjedési területén egykor igen gyakori madár volt. Mivel a felnőttnek nincs természetes ellensége, és az egyed lassan fejlődik ki, az andoki kondor mint faj nincs felkészülve az ember által okozott veszteségekre. Egyes farmerek a háziállataik védelmének ürügyével pusztítják a kondort. A kutatók és a természetvédők tanítási és felvilágosítási programokat folytatnak a falvakban, hogy eloszlassák e ragadozó madár köré szőtt tévhiteket. Több észak-amerikai állatkertben is folynak andoki kondort szaporító programok; az itt felnevelt madarakat Argentínában, Kolumbiában és Venezuelában eresztik szabadon. Az első fogságban felnevelt andoki kondort 1989-ben tették ki a vadonba. A fogságban történő neveléskor a fiókának nem szabad vagy alig szabad embert látnia; így nem szokik hozzá az ember jelenlétéhez. A fiókát egy felnőtt andoki kondor fejét ábrázoló báb segítségével nevelik fel. A kiválasztott helyen, szabadon engedés előtt három hónapot tölt egy röptetőben, hogy hozzászokjon a helyi éghajlathoz és környezethez. Mielőtt szabadon engednék, a tudósok műholdas jeladóval látják el, hogy aztán követni tudják merre repül és meddig marad életben.
1987-ben az Egyesült Államok Hal- és Vadvédelmi Szolgálata (United States Fish and Wildlife Service) befogta az összes életben maradt kaliforniai kondort (Gymnogyps californianus), és kísérletképpen 1988-ban helyükbe andoki kondorokat eresztettek szabadon, de csak tojókat, hogy ne tudjanak szaporodni. A kísérlet sikeres volt, és mielőtt visszaeresztették a fogságban felnevelt kaliforniai kondorokat, előbb újból befogták az összes andoki kondort, amelyeket később visszajuttattak Dél-Amerika vadonjába.

### Andoki kondor a kultúrában
Az andoki kondor Argentína, Bolívia, Chile, Kolumbia, Ecuador, Peru és a venezuelai Andoki régió nemzeti szimbóluma. Ez a faj továbbá Bolívia Chile, Ecuador és Kolumbia nemzeti madara is. Sok indián törzs totemállatként tisztelte, és alakja számos mitológiában, illetve legendában szerepel. Az andoki művészetben már körülbelül Kr. e. 2500-tól jelen van. A sámánok szertartásaiban is szerepet játszik. Az andoki mitológiában ez a kondorkeselyű a napisten egyik jelképe és az égi világ ura. Az erő és az egészség jelképe, emiatt egyes kultúrákban csontjainak és szerveinek gyógyító erőt tulajdonítanak. Emiatt több kondort is csontjainak és szerveinek a megszerzéséért ölnek meg. Egyes bikaviadalokon, mint például a perui változaton, a bika hátára andoki kondort kötöznek, hogy a madár a bika hátát csípje viadal közben. Ezt általában túlélik a kondorok, aztán szabadon eresztik őket.

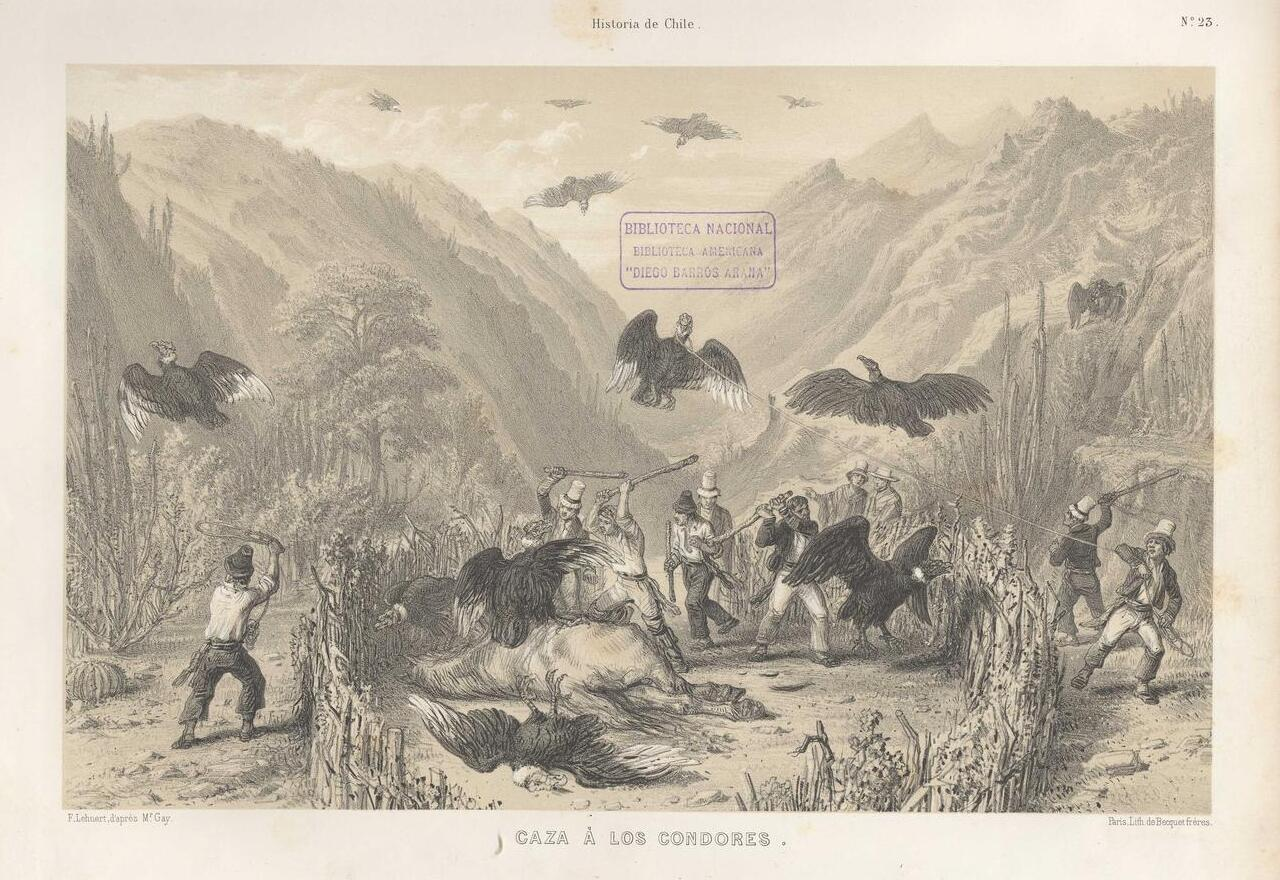
Andoki kondor vadászata Chilében, a 19. században
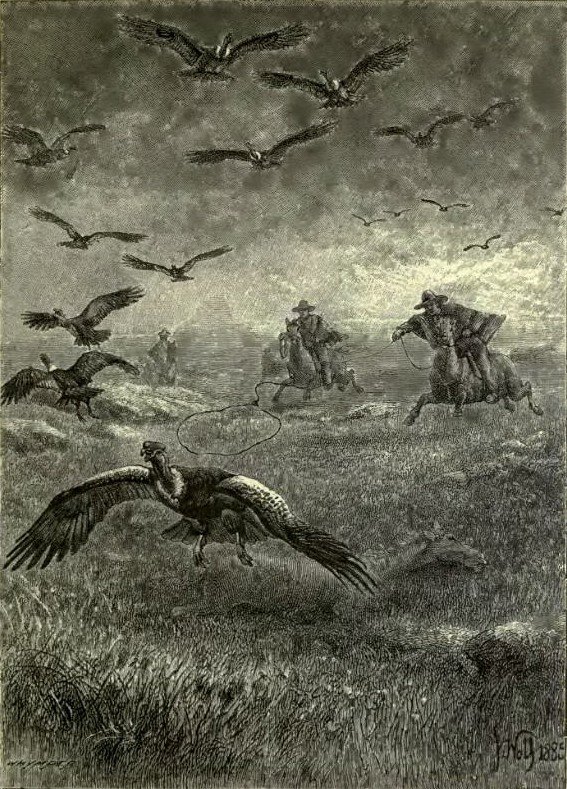
Gauchók lasszóval fogják a kondorokat; 1895-ös ábrázolás

Peruban is többféle hagyományos szertartáson alkalmazzák. Például a Yawar Fiesta ünnepség alatt egy andoki kondort kötnek egy bika hátára, hogy a madár karmai segítségével „megölhesse” a bikát; aztán a madarat eleresztik. Ez az ünnepség az andoki népek (kondorok) erejét szimbolizálja a betolakodó spanyolok (bikák) fölött. Egy másik ünnepség keretében, amelynek neve, „arranque del condor”, egy élő andoki kondort felkötnek egy rúdra, aztán a mellette elhaladó lovasok halálra ütlegelik. 
Az egyik legismertebb perui származású dallam az 1913-ban Daniel Alomía Robles által komponált El Cóndor Pasa (Száll a kondorkeselyű), ami az andok környéki népzenékből készült zarzuela: több, mint 4000 dallamváltozata és 300-féle szövege ismert; ennek Simon és Garfunkel által írt 1970-es feldolgozása a nemzetközileg egyik legelterjedtebb perui eredetű zene.
Ez a ragadozó madár számos ország postabélyegére is felkerült: 1877-ben Kolumbia, 1935-ben és 2001-ben Chilében, 1958-ban Ecuadorban, 1960-ban Argentínában, 1973-ban Peruban, 1867-ben és 1985-ben Bolíviában, 1992-ben Kolumbiában és 2004-ben Venezuelában.

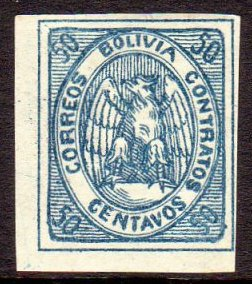
1867-es 50 centavós bolíviai postabélyeg
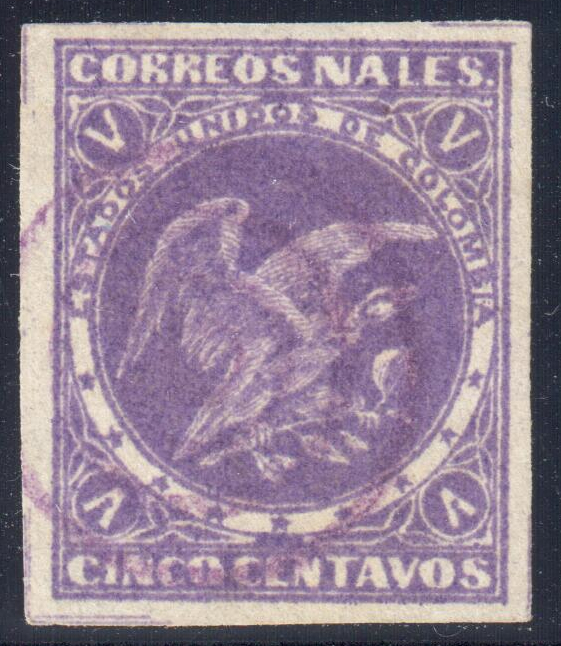
1877-es öt centavós kolumbiai postabélyeg
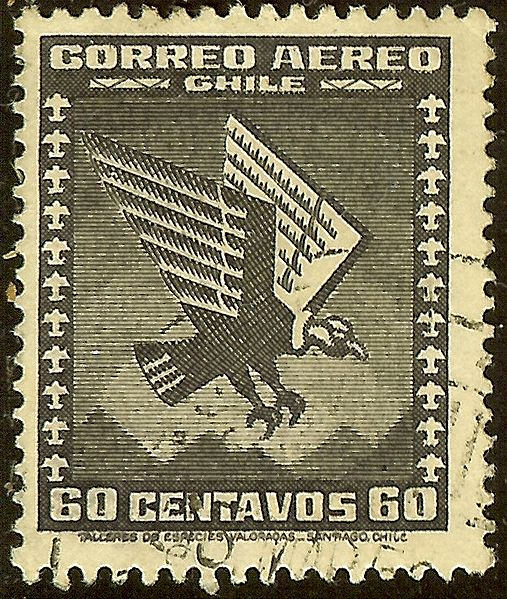
1935-ös chilei 60 centavós postabélyeg

Látható továbbá Kolumbia és Chile pénzérméin és papírpénzein is. Rajza több dél-amerikai ország címerében is szerepel:

Bolívia címere
Chile címere
Ecuador címere
Kolumbia címere
Peru címere (1821–1825)
Venezuela címere (1812–1814)

### Fordítás
- Ez a szócikk részben vagy egészben  az   Andean condor című angol Wikipédia-szócikk ezen változatának fordításán alapul.  Az eredeti cikk szerkesztőit annak laptörténete sorolja fel. Ez a jelzés csupán a megfogalmazás eredetét és a szerzői jogokat jelzi, nem szolgál a cikkben szereplő információk forrásmegjelöléseként.

### Videók
- Andean Condor (Vultur gryphus). The Internet Bird Collection. (Hozzáférés: 2015. december 28.)
- El Condor Pasa. imagesandmusic.nl. (Hozzáférés: 2015. december 28.)
- El Condor Pasa (Száll a kondorkeselyű). imagesandmusic.nl. (Hozzáférés: 2015. december 28.)